# حلزون‌های لیبرا
حلزون‌های لیبرا (نام علمی: Libera) نام یک سرده از زیرراسته ستون‌چشم‌داران است.